# Moises Frumencio da Costa Gomez
Moisés Frumencio da Costa Gomez (Curazao, 27 de octubre de 1907-Curazao, 27 de diciembre de 1966) fue el primer Primer ministro de las Antillas Neerlandesas.
Abogado de formación, fue miembro del Partido Católico Romano antes de fundar el Partido Nacional del Pueblo en la década de 1940. Da Costa Gomez fue primer ministro a la cabeza de un gobierno de coalición con el Partido Popular de Aruba (AVP) de 1951 a 1954. Su partido negoció la plena autonomía del territorio en una conferencia en 1954, que involucró a los Países Bajos y Surinam. Después de las elecciones de 1954, el Partido Demócrata asumió el control de las Antillas Neerlandesas. Da Costa Gómez siguió siendo el líder del Partido Nacional del Pueblo; fue sucedido en el liderazgo por Juan Evertsz después de su muerte en 1966.
Su tesis doctoral hizo un llamamiento al autogobierno y al sufragio universal e inspiró a sus seguidores, así como al Partido Católico Romano. Las reformas dirigidas por da Costa Gómez condujeron a la legalización de fiestas de música tambú en 1952. En 1973, se inauguró una estatua de él en el centro de la ciudad de Willemstad, capital de Curazao.
Años más tarde, quien era su esposa, Lucina da Costa Gomez-Matheeuws, también fue primera ministra de las Antillas Neerlandesas.